# No Scrubs
«No Scrubs» — песня американской группы TLC. Была выпущена 23 января 1999 года в качестве первого сингла третьего студийного альбома группы FanMail. Песня стала третьим синглом TLC, достигшим первой строчки чарта Billboard Hot 100, и второй записью группы, номинированной на премию «Грэмми» в категории «Лучшая запись года». Музыкальное видео на песню также включало в себе рэп-исполнение Left Eye, которое не было включено в версию, записанную для альбома FanMail, но которая была включена в международную версию сингла, а позже в альбомы Now and Forever: The Hits и 20.
Песня «No Scrubs» стала визитной карточкой группы TLC и, согласно Billboard 's Year-End Charts, вторым самым успешным синглом 1999 года. Сингл также получил статус платинового в Великобритании и Новой Зеландии.

## Музыкальное видео
Музыкальное видео на песню было снято режиссёром Хайпом Уильямсом 18 марта 1999 года и активно транслировалось на канале MTV. В том же году на MTV Video Music Award клип стал победителем в номинации «Лучшее групповое видео», опередив таких исполнителей, как ’N Sync и Backstreet Boys. В клипе каждой участнице группы отведён отдельный сегмент, а также присутствует танцевальный сегмент, в котором все три девушки танцуют на фоне логотипа группы. В видео использовалась альтернативная версия песни, отличная от альбомной.

## Чарты и сертификации
| Чарт (1999—2000)                      | Высшая позиция |
| ------------------------------------- | -------------- |
| Австралия (ARIA)                      | 1              |
| Австрия (Ö3 Austria Top 40)           | 26             |
| Бельгия/Фландрия (Ultratop 50)        | 5              |
| Бельгия/Валлония (Ultratop 50)        | 3              |
| Канада (Billboard Canadian Hot 100)   | 1              |
| Canada Dance (RPM)                    | 1              |
| Дания (IFPI)                          | 4              |
| Европа (Eurochart Hot 100)            | 2              |
| Франция (SNEP)                        | 5              |
| Германия (Media Control Charts)       | 4              |
| Ирландия (IRMA)                       | 1              |
| Италия (FIMI)                         | 8              |
| Нидерланды (Single Top 100)           | 3              |
| Новая Зеландия (Recorded Music NZ)    | 1              |
| Норвегия (VG-lista)                   | 7              |
| Испания (AFYVE)                       | 7              |
| Швейцария (Schweizer Hitparade)       | 5              |
| Швеция (Sverigetopplistan)            | 16             |
| Великобритания (OCC UK Singles)       | 3              |
| США (Billboard Hot 100)               | 1              |
| США (Billboard Pop Airplay)           | 1              |
| США (Billboard Hot R&B/Hip-Hop Songs) | 1              |
| США (Billboard Rhythmic)              | 1              |

| Чарт (1999)                          | Позиция |
| ------------------------------------ | ------- |
| Австралия (ARIA)                     | 12      |
| UK Singles (Official Charts Company) | 7       |
| US Billboard Hot 100                 | 2       |

| Регион | Сертификация | Продажи |
| --- | ------------ | ------- |
| Австралия (ARIA) | Платиновый   | 70 000^ |
| Бельгия (BEA) | Платиновый   | 50,000* |
| Франция (SNEP) | Золотой      | 275,000 |
| Новая Зеландия (RMNZ) | Платиновый   | 15,000* |
| Швеция (GLF) | Золотой      | 15 000^ |
| Великобритания (BPI) | Платиновый   | 618,000 |
| США (RIAA) | Золотой      | 800,000 |
| * Данные о продажах приведены только на основе сертификации. ^ Данные о тиражах приведены только на основе сертификации. |              |         |